# Élections municipales de 2014 en Indre-et-Loire
Les élections municipales se sont déroulées les 23 et 30 mars 2014 en Indre-et-Loire.

## Maires sortants et maires élus
Le scrutin est marqué par des changements notoires. Tours, chef-lieu du département et socialiste depuis 1995, est remportée par la droite. La gauche essuie également plusieurs revers à Azay-le-Rideau, Ballan-Miré, Chinon, Esvres, Fondettes, Joué-lès-Tours, Monnaie, Nazelles-Négron, Saint-Maure-de-Touraine et Truyes. Elle enregistre quelques succès à La Membrolle-sur-Choisille, Larçay, Véretz et Vouvray. Avec ses victoires ajoutées aux gains d'Artannes-sur-Indre, Athée-sur-Cher, Auzouer-en-Touraine, la droite confirme sa majorité dans le département.
| Commune                    | Population | Maire sortant         | Parti | Parti | Maire élu              | Parti | Parti |
| -------------------------- | ---------- | --------------------- | ----- | ----- | ---------------------- | ----- | ----- |
| Amboise                    | 13 005     | Christian Guyon       |       | PS    | Christion Guyon        |       | DVG   |
| Artannes-sur-Indre         | 2 483      | Gérard Bougrier       |       | SE    | Bertrand Poitou        |       | DVD   |
| Athée-sur-Cher             | 2 562      | Philippe Vaslin       |       | SE    | Jean-Jacques Martin    |       | DVD   |
| Auzouer-en-Touraine        | 2 108      | Pierre Gaudino        |       | SE    | Jean-Claude Baglan     |       | DVD   |
| Azay-le-Rideau             | 3 452      | Michel Verdier        |       | DVG   | Arnaud Henrion         |       | DVD   |
| Azay-sur-Cher              | 3 009      | Hubert de La Cruz     |       | SE    | Janick Alary           |       | SE    |
| Ballan-Miré                | 8 074      | Laurent Baumel        |       | PS    | Alexandre Chas         |       | DVD   |
| Beaumont-en-Véron          | 2 780      | Bernard Chateau       |       | DVD   | Bernard Chateau        |       | DVD   |
| Bléré                      | 5 234      | Georges Fortier       |       | UMP   | Régis Chauvel          |       | DVD   |
| Bourgueil                  | 3 872      | Laurence Riguet       |       | DVG   | Laurence Riguet        |       | DVG   |
| Chambray-lès-Tours         | 10 736     | Christian Gatard      |       | PS    | Christian Gatard       |       | PS    |
| Chanceaux-sur-Choisille    | 3 562      | Patrick Deletang      |       | DVD   | Patrick Deletang       |       | DVD   |
| Château-Renault            | 5 121      | Michel Cosnier        |       | PCF   | Michel Cosnier         |       | PCF   |
| Chinon                     | 7 911      | Jean-Pierre Duvergne  |       | PS    | Jean-Luc Dupont        |       | DVD   |
| Chouzé-sur-Loire           | 2 107      | Gilles Thibault       |       | DVD   | Gilles Thibault        |       | DVD   |
| Cinq-Mars-la-Pile          | 3 394      | Jean Gouzy            |       | DVG   | Jean-Marie Carles      |       | DVG   |
| Descartes                  | 3 805      | Jacques Barbier       |       | UMP   | Jacques Barbier        |       | UMP   |
| Esvres                     | 4 734      | Lucie Degail          |       | DVG   | Jean-Christophe Gassot |       | UMP   |
| Fondettes                  | 10 306     | Gérard Garrido        |       | PS    | Cédric De Oliveira     |       | UMP   |
| Joué-lès-Tours             | 36 554     | Philippe Le Breton    |       | PS    | Frédéric Augis         |       | UMP   |
| La Croix-en-Touraine       | 2 194      | Jocelyne Cochin       |       | DVD   | Jocelyne Cochin        |       | DVD   |
| La Membrolle-sur-Choisille | 2 999      | Jacques Merel         |       | DVD   | Sébastien Marais       |       | DVG   |
| La Riche                   | 10 089     | Alain Michel          |       | PS    | Wilfried Schwartz      |       | PS    |
| La Ville-aux-Dames         | 5 042      | Alain Bénard          |       | DVD   | Alain Bénard           |       | DVD   |
| Langeais                   | 4 059      | Pierre-Alain Roiron   |       | DVG   | Pierre-Alain Roiron    |       | DVG   |
| Larçay                     | 2 404      | Gérard Martellière    |       | SE    | Jean-François Cessac   |       | DVG   |
| Ligueil                    | 2 251      | Christian Grellet     |       | PS    | Michel Guignaudeau     |       | DVG   |
| Loches                     | 6 455      | Jean-Jacques Descamps |       | UMP   | Marc Angenault         |       | UMP   |
| Luynes                     | 5 273      | Bertrand Ritouret     |       | DVD   | Bertrand Ritouret      |       | DVD   |
| Mettray                    | 2 112      | Philippe Clémot       |       | DVD   | Philippe Clemot        |       | DVD   |
| Monnaie                    | 4 089      | Eugène Musset         |       | PS    | Olivier Viemont        |       | DVD   |
| Montbazon                  | 3 959      | Bernard Revêche       |       | DVD   | Bernard Reveche        |       | DVD   |
| Montlouis-sur-Loire        | 10 452     | Jean-Jacques Filleul  |       | PS    | Vincent Morette        |       | PS    |
| Monts                      | 6 995      | Jacques Durand        |       | DVG   | Valérie Guillermic     |       | DVG   |
| Nazelles-Négron            | 3 561      | Edwige Dubois         |       | DVG   | Richard Chatellier     |       | DVD   |
| Notre-Dame-d'Oé            | 3 968      | Jean-Luc Galliot      |       | DVG   | Florence Drabik        |       | DVG   |
| Parçay-Meslay              | 2 310      | Jacky Soulisse        |       | DVD   | Bruno Fenet            |       | DVD   |
| Rochecorbon                | 3 272      | Bernard Plat          |       | SE    | Bernard Plat           |       | SE    |
| Saint-Avertin              | 14 461     | Jean-Gérard Paumier   |       | UMP   | Jean-Gérard Paumier    |       | UMP   |
| Saint-Branchs              | 2 492      | Didier Ageorges       |       | SE    | Daniel Balanger        |       | SE    |
| Saint-Cyr-sur-Loire        | 16 189     | Philippe Briand       |       | UMP   | Philippe Briand        |       | UMP   |
| Saint-Martin-le-Beau       | 2 985      | Didier Avenet         |       | DVD   | Angélique Delahaye     |       | UMP   |
| Saint-Pierre-des-Corps     | 15 260     | Marie-France Beaufils |       | PCF   | Marie-France Beaufils  |       | PCF   |
| Sainte-Maure-de-Touraine   | 4 153      | Christian Barillet    |       | DVG   | Michel Champigny       |       | DVD   |
| Savonnières                | 3 124      | Bernard Lorido        |       | DVD   | Bernard Lorido         |       | DVD   |
| Semblançay                 | 2 095      | Antoine Trystram      |       | SE    | Antoine Trystram       |       | SE    |
| Sorigny                    | 2 279      | Alain Esnault         |       | DVD   | Alain Esnault          |       | DVD   |
| Tours                      | 134 633    | Jean Germain          |       | PS    | Serge Babary           |       | UMP   |
| Truyes                     | 2 109      | Jean-Claude Landré    |       | DVG   | Stéphane de Colbert    |       | DVD   |
| Veigné                     | 6 079      | Patrick Michaud       |       | DVD   | Patrick Michaud        |       | DVD   |
| Véretz                     | 4 218      | Philippe Fraysse      |       | DVD   | Danielle Guillaume     |       | DVG   |
| Vernou-sur-Brenne          | 2 641      | Jean Hurel            |       | DVD   | Jean Hurel             |       | DVD   |
| Vouvray                    | 3 062      | Pierre Darragon       |       | DVD   | Brigitte Pineau        |       | DVG   |

### Résultats en nombre de maires
| Partis       | Partis                            | Maires sortants | Maires élus | Évolution     |
| ------------ | --------------------------------- | --------------- | ----------- | ------------- |
|              | Divers droite                     | 17              | 25          | 8             |
|              | Union pour un mouvement populaire | 5               | 9           | 4             |
| Total droite | Total droite                      | 22              | 34          | 12            |
|              | Parti socialiste                  | 11              | 3           | 8             |
|              | Divers gauche                     | 10              | 10          | en stagnation |
|              | Parti communiste                  | 2               | 2           | en stagnation |
| Total gauche | Total gauche                      | 23              | 15          | 8             |
|              | Sans étiquette                    | 8               | 4           | 4             |
| Total        | Total                             | 53              | 53          | -             |

## Résultats dans les communes de plus de2 000 habitants

### Amboise
- Maire sortant : Christian Guyon (PS)
- 33 sièges à pourvoir au conseil municipal (population légale 2011 : 13 005 habitants)
- 17 sièges à pourvoir au conseil communautaire (CC du Val d'Amboise)

| Tête de liste            | Tête de liste      | Liste           | Premier tour | Premier tour | Second tour | Second tour | Sièges | Sièges |
| Tête de liste            | Tête de liste      | Liste           | Voix         | %            | Voix        | %           | CM     | CC     |
| ------------------------ | ------------------ | --------------- | ------------ | ------------ | ----------- | ----------- | ------ | ------ |
|                          | Christian Guyon *  | DVG             | 2 412        | 48,00        | 2 823       | 53,76       | 26     | 13     |
|                          | Thierry Boutard    | UMP-UDI-NC (UD) | 1 436        | 28,57        | 2 428       | 46,23       | 7      | 4      |
|                          | Christophe Galland | DVD             | 621          | 12,35        |             |             |        |        |
|                          | Daniel Guyon       | DVD             | 556          | 11,06        |             |             |        |        |
|                          |                    |                 |              |              |             |             |        |        |
| Inscrits                 | Inscrits           | Inscrits        | 8 442        | 100,00       | 8 442       | 100,00      |        |        |
| Abstentions              | Abstentions        | Abstentions     | 3 209        | 38,01        | 3 013       | 35,69       |        |        |
| Votants                  | Votants            | Votants         | 5 233        | 61,99        | 5 429       | 64,31       |        |        |
| Blancs et nuls           | Blancs et nuls     | Blancs et nuls  | 208          | 3,97         | 178         | 3,28        |        |        |
| Exprimés                 | Exprimés           | Exprimés        | 5 025        | 96,03        | 5 251       | 96,72       |        |        |
| * Liste du maire sortant |                    |                 |              |              |             |             |        |        |

### Artannes-sur-Indre
- Maire sortant : Gérard Bougrier
- 19 sièges à pourvoir au conseil municipal (population légale 2011 : 2 483 habitants)
- 3 sièges à pourvoir au conseil communautaire (CC Touraine Vallée de l'Indre)

|                | Bertrand Poitou | SE             | 686   | 51,69  | 15 | 2 |  |  |
|                | Dominique Melin | DVG            | 641   | 48,30  | 4  | 1 |  |  |
|                |                 |                |       |        |    |   |  |  |
| Inscrits       | Inscrits        | Inscrits       | 2 054 | 100,00 |    |   |  |  |
| Abstentions    | Abstentions     | Abstentions    | 642   | 31,26  |    |   |  |  |
| Votants        | Votants         | Votants        | 1 412 | 68,74  |    |   |  |  |
| Blancs et nuls | Blancs et nuls  | Blancs et nuls | 85    | 6,02   |    |   |  |  |
| Exprimés       | Exprimés        | Exprimés       | 1 327 | 93,98  |    |   |  |  |

### Athée-sur-Cher
- Maire sortant : Philippe Vaslin
- 23 sièges à pourvoir au conseil municipal (population légale 2011 : 2 562 habitants)
- 4 sièges à pourvoir au conseil communautaire (CC Autour de Chenonceaux Bléré-Val de Cher)

|                | Jean-Jacques Martin | DVD            | 681   | 100,00 | 23 | 4 |  |  |
|                |                     |                |       |        |    |   |  |  |
| Inscrits       | Inscrits            | Inscrits       | 1 935 | 100,00 |    |   |  |  |
| Abstentions    | Abstentions         | Abstentions    | 852   | 44,03  |    |   |  |  |
| Votants        | Votants             | Votants        | 1 083 | 55,97  |    |   |  |  |
| Blancs et nuls | Blancs et nuls      | Blancs et nuls | 402   | 37,12  |    |   |  |  |
| Exprimés       | Exprimés            | Exprimés       | 681   | 62,88  |    |   |  |  |

### Auzouer-en-Touraine
- Maire sortant : Pierre Gaudino
- 19 sièges à pourvoir au conseil municipal (population légale 2011 : 2 108 habitants)
- 3 sièges à pourvoir au conseil communautaire (CC du Castelrenaudais)

|                | Jean-Claude Baglan | DVD            | 531   | 100,00 | 19 | 3 |  |  |
|                |                    |                |       |        |    |   |  |  |
| Inscrits       | Inscrits           | Inscrits       | 1 325 | 100,00 |    |   |  |  |
| Abstentions    | Abstentions        | Abstentions    | 548   | 41,36  |    |   |  |  |
| Votants        | Votants            | Votants        | 777   | 58,64  |    |   |  |  |
| Blancs et nuls | Blancs et nuls     | Blancs et nuls | 246   | 31,66  |    |   |  |  |
| Exprimés       | Exprimés           | Exprimés       | 531   | 68,34  |    |   |  |  |

### Azay-le-Rideau
- Maire sortant : Michel Verdier (DVG)
- 23 sièges à pourvoir au conseil municipal (population légale 2011 : 3 452 habitants)
- 4 sièges à pourvoir au conseil communautaire (CC Touraine Vallée de l'Indre)

|                | Arnaud Henrion     | DVD            | 929   | 56,81  | 18 | 3 |  |  |
|                | Philippe Galleteau | SE             | 706   | 43,18  | 5  | 1 |  |  |
|                |                    |                |       |        |    |   |  |  |
| Inscrits       | Inscrits           | Inscrits       | 2 629 | 100,00 |    |   |  |  |
| Abstentions    | Abstentions        | Abstentions    | 906   | 34,46  |    |   |  |  |
| Votants        | Votants            | Votants        | 1 723 | 65,54  |    |   |  |  |
| Blancs et nuls | Blancs et nuls     | Blancs et nuls | 88    | 5,11   |    |   |  |  |
| Exprimés       | Exprimés           | Exprimés       | 1 635 | 94,89  |    |   |  |  |

### Azay-sur-Cher
- Maire sortant : Hubert de La Cruz
- 23 sièges à pourvoir au conseil municipal (population légale 2011 : 3 009 habitants)
- 5 sièges à pourvoir au conseil communautaire (CC Touraine-Est Vallées)

|                | Janick Alary         | SE             | 955   | 58,91  | 19 | 5 |  |  |
|                | Muriel Hersant Ferey | DVD            | 387   | 23,87  | 2  |   |  |  |
|                | Marc Miot            | SE             | 279   | 17,21  | 2  |   |  |  |
|                |                      |                |       |        |    |   |  |  |
| Inscrits       | Inscrits             | Inscrits       | 2 448 | 100,00 |    |   |  |  |
| Abstentions    | Abstentions          | Abstentions    | 777   | 31,74  |    |   |  |  |
| Votants        | Votants              | Votants        | 1 671 | 68,26  |    |   |  |  |
| Blancs et nuls | Blancs et nuls       | Blancs et nuls | 50    | 2,99   |    |   |  |  |
| Exprimés       | Exprimés             | Exprimés       | 1 621 | 97,01  |    |   |  |  |

### Ballan-Miré
- Maire sortant : Laurent Baumel (PS)
- 29 sièges à pourvoir au conseil municipal (population légale 2011 : 8 074 habitants)
- 2 sièges à pourvoir au conseil communautaire (Tours Métropole Val de Loire)

| Tête de liste  | Tête de liste      | Liste          | Premier tour | Premier tour | Second tour | Second tour | Sièges | Sièges |
| Tête de liste  | Tête de liste      | Liste          | Voix         | %            | Voix        | %           | CM     | CC     |
| -------------- | ------------------ | -------------- | ------------ | ------------ | ----------- | ----------- | ------ | ------ |
|                | Alexandre Chas     | DVD            | 1 561        | 38,47        | 1 823       | 42,67       | 21     | 2      |
|                | Pascale Boudesseul | PS             | 1 507        | 37,14        | 1 750       | 40,96       | 6      |        |
|                | Didier Koenig      | SE             | 989          | 24,37        | 699         | 16,36       | 2      |        |
|                |                    |                |              |              |             |             |        |        |
| Inscrits       | Inscrits           | Inscrits       | 6 351        | 100,00       | 6 351       | 100,00      |        |        |
| Abstentions    | Abstentions        | Abstentions    | 2 157        | 33,96        | 1 987       | 31,29       |        |        |
| Votants        | Votants            | Votants        | 4 194        | 66,04        | 4 364       | 68,71       |        |        |
| Blancs et nuls | Blancs et nuls     | Blancs et nuls | 137          | 3,27         | 92          | 2,11        |        |        |
| Exprimés       | Exprimés           | Exprimés       | 4 057        | 96,73        | 4 272       | 97,89       |        |        |

### Beaumont-en-Véron
- Maire sortant : Bernard Chateau
- 23 sièges à pourvoir au conseil municipal (population légale 2011 : 2 780 habitants)
- 6 sièges à pourvoir au conseil communautaire (CC Chinon, Vienne et Loire)

|                          | Bernard Chateau * | DVD            | 951   | 64,78  | 19 | 5 |  |  |
|                          | Gaëtan Thareau    | DVG            | 517   | 35,21  | 4  | 1 |  |  |
|                          |                   |                |       |        |    |   |  |  |
| Inscrits                 | Inscrits          | Inscrits       | 2 308 | 100,00 |    |   |  |  |
| Abstentions              | Abstentions       | Abstentions    | 778   | 33,71  |    |   |  |  |
| Votants                  | Votants           | Votants        | 1 530 | 66,29  |    |   |  |  |
| Blancs et nuls           | Blancs et nuls    | Blancs et nuls | 62    | 4,05   |    |   |  |  |
| Exprimés                 | Exprimés          | Exprimés       | 1 468 | 95,95  |    |   |  |  |
| * Liste du maire sortant |                   |                |       |        |    |   |  |  |

### Bléré
- Maire sortant : Georges Fortier (UMP)
- 29 sièges à pourvoir au conseil municipal (population légale 2011 : 5 234 habitants)
- 8 sièges à pourvoir au conseil communautaire (CC Autour de Chenonceaux Bléré-Val de Cher)

|                | Régis Chauvel         | DVD            | 928   | 58,54  | 23 | 6 |  |  |
|                | Daniel Labaronne      | DVG            | 657   | 41,45  | 6  | 2 |  |  |
|                | Jean-Jacques Reuillon | DVD            | 0     | 0,00   |    |   |  |  |
|                |                       |                |       |        |    |   |  |  |
| Inscrits       | Inscrits              | Inscrits       | 3 555 | 100,00 |    |   |  |  |
| Abstentions    | Abstentions           | Abstentions    | 1 092 | 30,72  |    |   |  |  |
| Votants        | Votants               | Votants        | 2 463 | 69,28  |    |   |  |  |
| Blancs et nuls | Blancs et nuls        | Blancs et nuls | 878   | 35,65  |    |   |  |  |
| Exprimés       | Exprimés              | Exprimés       | 1 585 | 64,35  |    |   |  |  |

### Bourgueil
- Maire sortant : Laurence Riguet (DVG)
- 27 sièges à pourvoir au conseil municipal (population légale 2011 : 3 872 habitants)
- 4 sièges à pourvoir au conseil communautaire (CC Touraine Ouest Val de Loire)

|                          | Laurence Riguet * | DVG            | 1 075 | 56,34  | 21 | 3 |  |  |
|                          | Nadine Saillet    | DVD            | 833   | 43,65  | 6  | 1 |  |  |
|                          |                   |                |       |        |    |   |  |  |
| Inscrits                 | Inscrits          | Inscrits       | 3 025 | 100,00 |    |   |  |  |
| Abstentions              | Abstentions       | Abstentions    | 1 015 | 33,55  |    |   |  |  |
| Votants                  | Votants           | Votants        | 2 010 | 66,45  |    |   |  |  |
| Blancs et nuls           | Blancs et nuls    | Blancs et nuls | 102   | 5,07   |    |   |  |  |
| Exprimés                 | Exprimés          | Exprimés       | 1 908 | 94,93  |    |   |  |  |
| * Liste du maire sortant |                   |                |       |        |    |   |  |  |

### Chambray-lès-Tours
- Maire sortant : Christian Gatard (PS)
- 33 sièges à pourvoir au conseil municipal (population légale 2011 : 10 736 habitants)
- 3 sièges à pourvoir au conseil communautaire (Tours Métropole Val de Loire)

|                          | Christian Gatard *   | PS-PCF-EELV    | 2 463 | 53,60  | 26 | 3 |  |  |
|                          | Laurent Bordas       | UMP            | 1 202 | 26,15  | 4  |   |  |  |
|                          | Jean-François Hummel | DVD            | 930   | 20,23  | 3  |   |  |  |
|                          |                      |                |       |        |    |   |  |  |
| Inscrits                 | Inscrits             | Inscrits       | 7 429 | 100,00 |    |   |  |  |
| Abstentions              | Abstentions          | Abstentions    | 2 678 | 36,05  |    |   |  |  |
| Votants                  | Votants              | Votants        | 4 751 | 63,95  |    |   |  |  |
| Blancs et nuls           | Blancs et nuls       | Blancs et nuls | 156   | 3,28   |    |   |  |  |
| Exprimés                 | Exprimés             | Exprimés       | 4 595 | 96,72  |    |   |  |  |
| * Liste du maire sortant |                      |                |       |        |    |   |  |  |

### Chanceaux-sur-Choisille
- Maire sortant : Patrick Deletang (DVD)
- 27 sièges à pourvoir au conseil municipal (population légale 2011 : 3 562 habitants)
- 2 sièges à pourvoir au conseil communautaire (Tours Métropole Val de Loire)

|                          | Patrick Deletang * | DVD            | 1 258 | 73,26  | 24 | 2 |  |  |
|                          | Patrick Etesse     | EXG            | 459   | 26,73  | 3  |   |  |  |
|                          |                    |                |       |        |    |   |  |  |
| Inscrits                 | Inscrits           | Inscrits       | 2 659 | 100,00 |    |   |  |  |
| Abstentions              | Abstentions        | Abstentions    | 864   | 32,49  |    |   |  |  |
| Votants                  | Votants            | Votants        | 1 795 | 67,51  |    |   |  |  |
| Blancs et nuls           | Blancs et nuls     | Blancs et nuls | 78    | 4,35   |    |   |  |  |
| Exprimés                 | Exprimés           | Exprimés       | 1 717 | 95,65  |    |   |  |  |
| * Liste du maire sortant |                    |                |       |        |    |   |  |  |

### Château-Renault
- Maire sortant : Michel Cosnier
- 29 sièges à pourvoir au conseil municipal (population légale 2011 : 5 121 habitants)
- 7 sièges à pourvoir au conseil communautaire (CC du Castelrenaudais)

| Tête de liste            | Tête de liste        | Liste          | Premier tour | Premier tour | Second tour | Second tour | Sièges | Sièges |
| Tête de liste            | Tête de liste        | Liste          | Voix         | %            | Voix        | %           | CM     | CC     |
| ------------------------ | -------------------- | -------------- | ------------ | ------------ | ----------- | ----------- | ------ | ------ |
|                          | Michel Cosnier *     | DVG            | 945          | 45,10        | 993         | 46,66       | 22     | 6      |
|                          | Christiane Chomienne | DVD            | 693          | 33,07        | 877         | 41,21       | 6      | 1      |
|                          | Gérard Bonnamy       | DVD            | 457          | 21,81        | 258         | 12,12       | 1      |        |
|                          |                      |                |              |              |             |             |        |        |
| Inscrits                 | Inscrits             | Inscrits       | 3 674        | 100,00       | 3 674       | 100,00      |        |        |
| Abstentions              | Abstentions          | Abstentions    | 1 425        | 38,79        | 1 445       | 39,33       |        |        |
| Votants                  | Votants              | Votants        | 2 249        | 61,21        | 2 229       | 60,67       |        |        |
| Blancs et nuls           | Blancs et nuls       | Blancs et nuls | 154          | 6,85         | 101         | 4,53        |        |        |
| Exprimés                 | Exprimés             | Exprimés       | 2 095        | 93,15        | 2 128       | 95,47       |        |        |
| * Liste du maire sortant |                      |                |              |              |             |             |        |        |

### Chinon
- Maire sortant : Jean-Pierre Duvergne
- 29 sièges à pourvoir au conseil municipal (population légale 2011 : 7 911 habitants)
- 13 sièges à pourvoir au conseil communautaire (CC Chinon, Vienne et Loire)

| Tête de liste  | Tête de liste    | Liste          | Premier tour | Premier tour | Second tour | Second tour | Sièges | Sièges |
| Tête de liste  | Tête de liste    | Liste          | Voix         | %            | Voix        | %           | CM     | CC     |
| -------------- | ---------------- | -------------- | ------------ | ------------ | ----------- | ----------- | ------ | ------ |
|                | Jean-Luc Dupont  | DVD            | 1 837        | 48,67        | 2 314       | 62,47       | 24     | 11     |
|                | Céline Delagarde | DVG            | 840          | 22,25        | 843         | 22,75       | 3      | 1      |
|                | Bernard Sicot    | DVG            | 562          | 14,89        | 547         | 14,76       | 2      | 1      |
|                | Pierre Hervoil   | SE             | 535          | 14,17        |             |             |        |        |
|                |                  |                |              |              |             |             |        |        |
| Inscrits       | Inscrits         | Inscrits       | 6 204        | 100,00       | 6 204       | 100,00      |        |        |
| Abstentions    | Abstentions      | Abstentions    | 2 270        | 36,59        | 2 344       | 37,78       |        |        |
| Votants        | Votants          | Votants        | 3 934        | 63,41        | 3 860       | 62,22       |        |        |
| Blancs et nuls | Blancs et nuls   | Blancs et nuls | 160          | 4,07         | 156         | 4,04        |        |        |
| Exprimés       | Exprimés         | Exprimés       | 3 774        | 95,93        | 3 704       | 95,96       |        |        |

### Chouzé-sur-Loire
- Maire sortant : Gilles Thibault
- 19 sièges à pourvoir au conseil municipal (population légale 2011 : 2 107 habitants)
- 3 sièges à pourvoir au conseil communautaire (CC Chinon, Vienne et Loire)

|                          | Gilles Thibault * | SE             | 642   | 66,39  | 16 | 2 |  |  |
|                          | Jean-Luc Barre    | DVG            | 325   | 33,60  | 3  | 1 |  |  |
|                          |                   |                |       |        |    |   |  |  |
| Inscrits                 | Inscrits          | Inscrits       | 1 461 | 100,00 |    |   |  |  |
| Abstentions              | Abstentions       | Abstentions    | 442   | 30,25  |    |   |  |  |
| Votants                  | Votants           | Votants        | 1 019 | 69,75  |    |   |  |  |
| Blancs et nuls           | Blancs et nuls    | Blancs et nuls | 52    | 5,10   |    |   |  |  |
| Exprimés                 | Exprimés          | Exprimés       | 967   | 94,90  |    |   |  |  |
| * Liste du maire sortant |                   |                |       |        |    |   |  |  |

### Cinq-Mars-la-Pile
- Maire sortant : Jean Gouzy
- 23 sièges à pourvoir au conseil municipal (population légale 2011 : 3 394 habitants)
- 6 sièges à pourvoir au conseil communautaire (CC Touraine Ouest Val de Loire)

|                | Jean-Marie Carles       | DVG            | 774   | 51,25  | 18 | 5 |  |  |
|                | Jean Becq De Fouquieres | UMP-UDI        | 382   | 25,29  | 3  | 1 |  |  |
|                | Réjane-Erika Grebic     | SE             | 354   | 23,44  | 2  |   |  |  |
|                |                         |                |       |        |    |   |  |  |
| Inscrits       | Inscrits                | Inscrits       | 2 319 | 100,00 |    |   |  |  |
| Abstentions    | Abstentions             | Abstentions    | 744   | 32,08  |    |   |  |  |
| Votants        | Votants                 | Votants        | 1 575 | 67,92  |    |   |  |  |
| Blancs et nuls | Blancs et nuls          | Blancs et nuls | 65    | 4,13   |    |   |  |  |
| Exprimés       | Exprimés                | Exprimés       | 1 510 | 95,87  |    |   |  |  |

### Descartes
- Maire sortant : Jacques Barbier
- 27 sièges à pourvoir au conseil municipal (population légale 2011 : 3 805 habitants)
- 4 sièges à pourvoir au conseil communautaire (CC Loches Sud Touraine)

|                          | Jacques Barbier * | UMP            | 1 063 | 55,16  | 21 | 3 |  |  |
|                          | Carole Blanjot    | DVG            | 864   | 44,83  | 6  | 1 |  |  |
|                          |                   |                |       |        |    |   |  |  |
| Inscrits                 | Inscrits          | Inscrits       | 2 882 | 100,00 |    |   |  |  |
| Abstentions              | Abstentions       | Abstentions    | 828   | 28,73  |    |   |  |  |
| Votants                  | Votants           | Votants        | 2 054 | 71,27  |    |   |  |  |
| Blancs et nuls           | Blancs et nuls    | Blancs et nuls | 127   | 6,18   |    |   |  |  |
| Exprimés                 | Exprimés          | Exprimés       | 1 927 | 93,82  |    |   |  |  |
| * Liste du maire sortant |                   |                |       |        |    |   |  |  |

### Esvres
- Maire sortant : Lucie Degail
- 27 sièges à pourvoir au conseil municipal (population légale 2011 : 4 734 habitants)
- 4 sièges à pourvoir au conseil communautaire (CC Touraine Vallée de l'Indre)

| Tête de liste  | Tête de liste          | Liste          | Premier tour | Premier tour | Second tour | Second tour | Sièges | Sièges |
| Tête de liste  | Tête de liste          | Liste          | Voix         | %            | Voix        | %           | CM     | CC     |
| -------------- | ---------------------- | -------------- | ------------ | ------------ | ----------- | ----------- | ------ | ------ |
|                | Jean-Christophe Gassot | UMP-UDI        | 1 234        | 47,64        | 1 316       | 51,79       | 21     | 3      |
|                | Jean-Yves Brasse       | DVG            | 752          | 29,03        | 744         | 29,27       | 4      | 1      |
|                | Francis Cousteau       | DVG            | 604          | 23,32        | 481         | 18,92       | 2      |        |
|                |                        |                |              |              |             |             |        |        |
| Inscrits       | Inscrits               | Inscrits       | 3 841        | 100,00       | 3 841       | 100,00      |        |        |
| Abstentions    | Abstentions            | Abstentions    | 1 154        | 30,04        | 1 196       | 31,14       |        |        |
| Votants        | Votants                | Votants        | 2 687        | 69,96        | 2 645       | 68,86       |        |        |
| Blancs et nuls | Blancs et nuls         | Blancs et nuls | 97           | 3,61         | 104         | 3,93        |        |        |
| Exprimés       | Exprimés               | Exprimés       | 2 590        | 96,39        | 2 541       | 96,07       |        |        |

### Fondettes
- Maire sortant : Gérard Garrido
- 33 sièges à pourvoir au conseil municipal (population légale 2011 : 10 306 habitants)
- 3 sièges à pourvoir au conseil communautaire (Tours Métropole Val de Loire)

| Tête de liste            | Tête de liste      | Liste          | Premier tour | Premier tour | Second tour | Second tour | Sièges | Sièges |
| Tête de liste            | Tête de liste      | Liste          | Voix         | %            | Voix        | %           | CM     | CC     |
| ------------------------ | ------------------ | -------------- | ------------ | ------------ | ----------- | ----------- | ------ | ------ |
|                          | Cédric De Oliveira | UMP-UDI        | 2 160        | 38,73        | 3 032       | 53,89       | 26     | 3      |
|                          | Jacques Sauret     | SE             | 1 262        | 22,62        | 1 443       | 25,64       | 4      |        |
|                          | Gérard Garrido *   | PS-PCF-EELV    | 1 158        | 20,76        | 1 151       | 20,45       | 3      |        |
|                          | Jacques Gaillard   | DVD            | 997          | 17,87        |             |             |        |        |
|                          |                    |                |              |              |             |             |        |        |
| Inscrits                 | Inscrits           | Inscrits       | 8 609        | 100,00       | 8 609       | 100,00      |        |        |
| Abstentions              | Abstentions        | Abstentions    | 2 887        | 33,53        | 2 822       | 32,78       |        |        |
| Votants                  | Votants            | Votants        | 5 722        | 66,47        | 5 787       | 67,22       |        |        |
| Blancs et nuls           | Blancs et nuls     | Blancs et nuls | 145          | 2,53         | 161         | 2,78        |        |        |
| Exprimés                 | Exprimés           | Exprimés       | 5 577        | 97,47        | 5 626       | 97,22       |        |        |
| * Liste du maire sortant |                    |                |              |              |             |             |        |        |

### Joué-lès-Tours
- Maire sortant : Philippe Le Breton
- 39 sièges à pourvoir au conseil municipal (population légale 2011 : 36 554 habitants)
- 5 sièges à pourvoir au conseil communautaire (Tours Métropole Val de Loire)

| Tête de liste            | Tête de liste          | Liste          | Premier tour | Premier tour | Second tour | Second tour | Sièges | Sièges |
| Tête de liste            | Tête de liste          | Liste          | Voix         | %            | Voix        | %           | CM     | CC     |
| ------------------------ | ---------------------- | -------------- | ------------ | ------------ | ----------- | ----------- | ------ | ------ |
|                          | Philippe Le Breton *   | PS-PCF-EELV    | 5 467        | 40,39        | 6 282       | 43,41       | 8      | 1      |
|                          | Frédéric Augis         | UMP-UDI        | 4 873        | 36,00        | 6 488       | 44,84       | 29     | 4      |
|                          | Véronique Péan         | FN             | 2 454        | 18,13        | 1 698       | 11,73       | 2      |        |
|                          | Jean-Jacques Prodhomme | EXG            | 740          | 5,46         |             |             |        |        |
|                          |                        |                |              |              |             |             |        |        |
| Inscrits                 | Inscrits               | Inscrits       | 24 718       | 100,00       | 24 718      | 100,00      |        |        |
| Abstentions              | Abstentions            | Abstentions    | 10 689       | 43,24        | 9 812       | 39,70       |        |        |
| Votants                  | Votants                | Votants        | 14 029       | 56,76        | 14 906      | 60,30       |        |        |
| Blancs et nuls           | Blancs et nuls         | Blancs et nuls | 495          | 3,53         | 438         | 2,94        |        |        |
| Exprimés                 | Exprimés               | Exprimés       | 13 534       | 96,47        | 14 468      | 97,06       |        |        |
| * Liste du maire sortant |                        |                |              |              |             |             |        |        |

### La Croix-en-Touraine
- Maire sortant : Jocelyne Cochin
- 19 sièges à pourvoir au conseil municipal (population légale 2011 : 2 194 habitants)
- 3 sièges à pourvoir au conseil communautaire (CC Autour de Chenonceaux Bléré-Val de Cher)

|                          | Jocelyne Cochin * | DVD            | 802   | 66,22  | 16 | 2 |  |  |
|                          | Patrick Gougeon   | DVG            | 409   | 33,77  | 3  | 1 |  |  |
|                          |                   |                |       |        |    |   |  |  |
| Inscrits                 | Inscrits          | Inscrits       | 1 729 | 100,00 |    |   |  |  |
| Abstentions              | Abstentions       | Abstentions    | 466   | 26,95  |    |   |  |  |
| Votants                  | Votants           | Votants        | 1 263 | 73,05  |    |   |  |  |
| Blancs et nuls           | Blancs et nuls    | Blancs et nuls | 52    | 4,12   |    |   |  |  |
| Exprimés                 | Exprimés          | Exprimés       | 1 211 | 95,88  |    |   |  |  |
| * Liste du maire sortant |                   |                |       |        |    |   |  |  |

### La Membrolle-sur-Choisille
- Maire sortant : Jacques Merel
- 23 sièges à pourvoir au conseil municipal (population légale 2011 : 2 999 habitants)
- 2 sièges à pourvoir au conseil communautaire (Tours Métropole Val de Loire)

| Tête de liste            | Tête de liste    | Liste          | Premier tour | Premier tour | Second tour | Second tour | Sièges | Sièges |
| Tête de liste            | Tête de liste    | Liste          | Voix         | %            | Voix        | %           | CM     | CC     |
| ------------------------ | ---------------- | -------------- | ------------ | ------------ | ----------- | ----------- | ------ | ------ |
|                          | Jacques Merel *  | DVD            | 668          | 42,76        | 778         | 48,59       | 5      |        |
|                          | Sébastien Marais | SE             | 576          | 36,87        | 823         | 51,40       | 18     | 2      |
|                          | Daniel Teillay   | DVG            | 318          | 20,35        |             |             |        |        |
|                          |                  |                |              |              |             |             |        |        |
| Inscrits                 | Inscrits         | Inscrits       | 2 271        | 100,00       | 2 271       | 100,00      |        |        |
| Abstentions              | Abstentions      | Abstentions    | 682          | 30,03        | 636         | 28,01       |        |        |
| Votants                  | Votants          | Votants        | 1 589        | 69,97        | 1 635       | 71,99       |        |        |
| Blancs et nuls           | Blancs et nuls   | Blancs et nuls | 27           | 1,70         | 34          | 2,08        |        |        |
| Exprimés                 | Exprimés         | Exprimés       | 1 562        | 98,30        | 1 601       | 97,92       |        |        |
| * Liste du maire sortant |                  |                |              |              |             |             |        |        |

### La Riche
- Maire sortant : Alain Michel
- 33 sièges à pourvoir au conseil municipal (population légale 2011 : 10 089 habitants)
- 3 sièges à pourvoir au conseil communautaire (Tours Métropole Val de Loire)

| Tête de liste  | Tête de liste     | Liste          | Premier tour | Premier tour | Second tour | Second tour | Sièges | Sièges |
| Tête de liste  | Tête de liste     | Liste          | Voix         | %            | Voix        | %           | CM     | CC     |
| -------------- | ----------------- | -------------- | ------------ | ------------ | ----------- | ----------- | ------ | ------ |
|                | Wilfried Schwartz | PS-PCF-EELV    | 1 588        | 49,71        | 1 847       | 54,56       | 26     | 2      |
|                | Nathalie Touret   | UMP            | 1 270        | 39,76        | 1 538       | 45,43       | 7      | 1      |
|                | Jean-Henri Boivin | UDI            | 336          | 10,51        |             |             |        |        |
|                |                   |                |              |              |             |             |        |        |
| Inscrits       | Inscrits          | Inscrits       | 6 031        | 100,00       | 6 031       | 100,00      |        |        |
| Abstentions    | Abstentions       | Abstentions    | 2 646        | 43,87        | 2 506       | 41,55       |        |        |
| Votants        | Votants           | Votants        | 3 385        | 56,13        | 3 525       | 58,45       |        |        |
| Blancs et nuls | Blancs et nuls    | Blancs et nuls | 191          | 5,64         | 140         | 3,97        |        |        |
| Exprimés       | Exprimés          | Exprimés       | 3 194        | 94,36        | 3 385       | 96,03       |        |        |

### La Ville-aux-Dames
- Maire sortant : Alain Bénard
- 29 sièges à pourvoir au conseil municipal (population légale 2011 : 5 042 habitants)
- 6 sièges à pourvoir au conseil communautaire (CC Touraine-Est Vallées)

|                          | Alain Bénard * | DVD            | 1 476 | 64,03  | 24 | 5 |  |  |
|                          | Gilles Engels  | DVG            | 829   | 35,96  | 5  | 1 |  |  |
|                          |                |                |       |        |    |   |  |  |
| Inscrits                 | Inscrits       | Inscrits       | 3 621 | 100,00 |    |   |  |  |
| Abstentions              | Abstentions    | Abstentions    | 1 216 | 33,58  |    |   |  |  |
| Votants                  | Votants        | Votants        | 2 405 | 66,42  |    |   |  |  |
| Blancs et nuls           | Blancs et nuls | Blancs et nuls | 100   | 4,16   |    |   |  |  |
| Exprimés                 | Exprimés       | Exprimés       | 2 305 | 95,84  |    |   |  |  |
| * Liste du maire sortant |                |                |       |        |    |   |  |  |

### Langeais
- Maire sortant : Pierre-Alain Roiron
- 27 sièges à pourvoir au conseil municipal (population légale 2011 : 4 059 habitants)
- 7 sièges à pourvoir au conseil communautaire (CC Touraine Ouest Val de Loire)

|                          | Pierre-Alain Roiron * | DVG            | 1 323 | 63,42  | 22 | 6 |  |  |
|                          | Benjamin Philippon    | UMP-UDI        | 763   | 36,57  | 5  | 1 |  |  |
|                          |                       |                |       |        |    |   |  |  |
| Inscrits                 | Inscrits              | Inscrits       | 2 898 | 100,00 |    |   |  |  |
| Abstentions              | Abstentions           | Abstentions    | 714   | 24,64  |    |   |  |  |
| Votants                  | Votants               | Votants        | 2 184 | 75,36  |    |   |  |  |
| Blancs et nuls           | Blancs et nuls        | Blancs et nuls | 98    | 4,49   |    |   |  |  |
| Exprimés                 | Exprimés              | Exprimés       | 2 086 | 95,51  |    |   |  |  |
| * Liste du maire sortant |                       |                |       |        |    |   |  |  |

### Larçay
- Maire sortant : Gérard Martellière
- 19 sièges à pourvoir au conseil municipal (population légale 2011 : 2 404 habitants)
- 5 sièges à pourvoir au conseil communautaire (CC Touraine-Est Vallées)

|                | Jean-François Cessac | DVG            | 855   | 100,00 | 19 | 5 |  |  |
|                |                      |                |       |        |    |   |  |  |
| Inscrits       | Inscrits             | Inscrits       | 1 779 | 100,00 |    |   |  |  |
| Abstentions    | Abstentions          | Abstentions    | 674   | 37,89  |    |   |  |  |
| Votants        | Votants              | Votants        | 1 105 | 62,11  |    |   |  |  |
| Blancs et nuls | Blancs et nuls       | Blancs et nuls | 250   | 22,62  |    |   |  |  |
| Exprimés       | Exprimés             | Exprimés       | 855   | 77,38  |    |   |  |  |

### Ligueil
- Maire sortant : Christian Grellet
- 19 sièges à pourvoir au conseil municipal (population légale 2011 : 2 251 habitants)
- 7 sièges à pourvoir au conseil communautaire (CC Loches Sud Touraine)

|                | Michel Guignaudeau     | DVG            | 654   | 56,37  | 15 | 6 |  |  |
|                | Jeanine Labeca-benfele | DVD            | 506   | 43,62  | 4  | 1 |  |  |
|                |                        |                |       |        |    |   |  |  |
| Inscrits       | Inscrits               | Inscrits       | 1 589 | 100,00 |    |   |  |  |
| Abstentions    | Abstentions            | Abstentions    | 334   | 21,02  |    |   |  |  |
| Votants        | Votants                | Votants        | 1 255 | 78,98  |    |   |  |  |
| Blancs et nuls | Blancs et nuls         | Blancs et nuls | 95    | 7,57   |    |   |  |  |
| Exprimés       | Exprimés               | Exprimés       | 1 160 | 92,43  |    |   |  |  |

### Loches
- Maire sortant : Jean-Jacques Descamps
- 29 sièges à pourvoir au conseil municipal (population légale 2011 : 6 455 habitants)
- 9 sièges à pourvoir au conseil communautaire (CC Loches Sud Touraine)

|                | Marc Angenault     | UMP            | 1 807 | 58,93  | 23 | 7 |  |  |
|                | Jean-Marie Beffara | PS             | 1 259 | 41,06  | 6  | 2 |  |  |
|                |                    |                |       |        |    |   |  |  |
| Inscrits       | Inscrits           | Inscrits       | 4 760 | 100,00 |    |   |  |  |
| Abstentions    | Abstentions        | Abstentions    | 1 526 | 32,06  |    |   |  |  |
| Votants        | Votants            | Votants        | 3 234 | 67,94  |    |   |  |  |
| Blancs et nuls | Blancs et nuls     | Blancs et nuls | 168   | 5,19   |    |   |  |  |
| Exprimés       | Exprimés           | Exprimés       | 3 066 | 94,81  |    |   |  |  |

### Luynes
- Maire sortant : Bertrand Ritouret
- 29 sièges à pourvoir au conseil municipal (population légale 2011 : 5 273 habitants)
- 2 sièges à pourvoir au conseil communautaire (Tours Métropole Val de Loire)

|                          | Bertrand Ritouret * | DVD            | 1 446 | 56,68  | 23 | 2 |  |  |
|                          | Guy Malzoppi        | SE             | 742   | 29,08  | 4  |   |  |  |
|                          | Temanuata Girard    | SE             | 363   | 14,22  | 2  |   |  |  |
|                          |                     |                |       |        |    |   |  |  |
| Inscrits                 | Inscrits            | Inscrits       | 3 883 | 100,00 |    |   |  |  |
| Abstentions              | Abstentions         | Abstentions    | 1 245 | 32,06  |    |   |  |  |
| Votants                  | Votants             | Votants        | 2 638 | 67,94  |    |   |  |  |
| Blancs et nuls           | Blancs et nuls      | Blancs et nuls | 87    | 3,30   |    |   |  |  |
| Exprimés                 | Exprimés            | Exprimés       | 2 551 | 96,70  |    |   |  |  |
| * Liste du maire sortant |                     |                |       |        |    |   |  |  |

### Mettray
- Maire sortant : Philippe Clémot
- 19 sièges à pourvoir au conseil municipal (population légale 2011 : 2 112 habitants)
- 1 sièges à pourvoir au conseil communautaire (Tours Métropole Val de Loire)

| Tête de liste            | Tête de liste     | Liste          | Premier tour | Premier tour | Second tour | Second tour | Sièges | Sièges |
| Tête de liste            | Tête de liste     | Liste          | Voix         | %            | Voix        | %           | CM     | CC     |
| ------------------------ | ----------------- | -------------- | ------------ | ------------ | ----------- | ----------- | ------ | ------ |
|                          | Philippe Clémot * | DVD            | 533          | 46,91        | 565         | 47,71       | 15     | 1      |
|                          | Bruno Vignon      | SE             | 461          | 40,58        | 515         | 43,49       | 4      |        |
|                          | Marcel Monceau    | DVG            | 142          | 12,50        | 104         | 8,78        |        |        |
|                          |                   |                |              |              |             |             |        |        |
| Inscrits                 | Inscrits          | Inscrits       | 1 724        | 100,00       | 1 724       | 100,00      |        |        |
| Abstentions              | Abstentions       | Abstentions    | 564          | 32,71        | 524         | 30,39       |        |        |
| Votants                  | Votants           | Votants        | 1 160        | 67,29        | 1 200       | 69,61       |        |        |
| Blancs et nuls           | Blancs et nuls    | Blancs et nuls | 24           | 2,07         | 16          | 1,33        |        |        |
| Exprimés                 | Exprimés          | Exprimés       | 1 136        | 97,93        | 1 184       | 98,67       |        |        |
| * Liste du maire sortant |                   |                |              |              |             |             |        |        |

### Monnaie
- Maire sortant : Eugène Musset
- 27 sièges à pourvoir au conseil municipal (population légale 2011 : 4 089 habitants)
- 8 sièges à pourvoir au conseil communautaire (CC Touraine-Est Vallées)

|                | Olivier Viemont  | DVD            | 1 214 | 67,97  | 23 | 7 |  |  |
|                | Jean-Marc Schnel | DVG            | 572   | 32,02  | 4  | 1 |  |  |
|                |                  |                |       |        |    |   |  |  |
| Inscrits       | Inscrits         | Inscrits       | 2 764 | 100,00 |    |   |  |  |
| Abstentions    | Abstentions      | Abstentions    | 899   | 32,53  |    |   |  |  |
| Votants        | Votants          | Votants        | 1 865 | 67,47  |    |   |  |  |
| Blancs et nuls | Blancs et nuls   | Blancs et nuls | 79    | 4,24   |    |   |  |  |
| Exprimés       | Exprimés         | Exprimés       | 1 786 | 95,76  |    |   |  |  |

### Montbazon
- Maire sortant : Bernard Revêche
- 27 sièges à pourvoir au conseil municipal (population légale 2011 : 3 959 habitants)
- 4 sièges à pourvoir au conseil communautaire (CC Touraine Vallée de l'Indre)

|                          | Bernard Revêche * | DVD            | 1 186 | 57,21  | 22 | 3 |  |  |
|                          | Odile Renaud      | DVD            | 887   | 42,78  | 5  | 1 |  |  |
|                          |                   |                |       |        |    |   |  |  |
| Inscrits                 | Inscrits          | Inscrits       | 3 044 | 100,00 |    |   |  |  |
| Abstentions              | Abstentions       | Abstentions    | 894   | 29,37  |    |   |  |  |
| Votants                  | Votants           | Votants        | 2 150 | 70,63  |    |   |  |  |
| Blancs et nuls           | Blancs et nuls    | Blancs et nuls | 77    | 3,58   |    |   |  |  |
| Exprimés                 | Exprimés          | Exprimés       | 2 073 | 96,42  |    |   |  |  |
| * Liste du maire sortant |                   |                |       |        |    |   |  |  |

### Montlouis-sur-Loire
- Maire sortant : Jean-Jacques Filleul
- 33 sièges à pourvoir au conseil municipal (population légale 2011 : 10 452 habitants)
- 10 sièges à pourvoir au conseil communautaire (CC Touraine-Est Vallées)

| Tête de liste  | Tête de liste     | Liste          | Premier tour | Premier tour | Second tour | Second tour | Sièges | Sièges |
| Tête de liste  | Tête de liste     | Liste          | Voix         | %            | Voix        | %           | CM     | CC     |
| -------------- | ----------------- | -------------- | ------------ | ------------ | ----------- | ----------- | ------ | ------ |
|                | Vincent Morette   | PS             | 1 991        | 42,67        | 2 086       | 43,90       | 24     | 7      |
|                | Jacky Nourry      | DVD            | 1 546        | 33,14        | 1 730       | 36,41       | 6      | 2      |
|                | Frédéric Nobileau | FG             | 1 128        | 24,18        | 935         | 19,68       | 3      | 1      |
|                |                   |                |              |              |             |             |        |        |
| Inscrits       | Inscrits          | Inscrits       | 8 170        | 100,00       | 8 169       | 100,00      |        |        |
| Abstentions    | Abstentions       | Abstentions    | 3 243        | 39,69        | 3 252       | 39,81       |        |        |
| Votants        | Votants           | Votants        | 4 927        | 60,31        | 4 917       | 60,19       |        |        |
| Blancs et nuls | Blancs et nuls    | Blancs et nuls | 262          | 5,32         | 166         | 3,38        |        |        |
| Exprimés       | Exprimés          | Exprimés       | 4 665        | 94,68        | 4 751       | 96,62       |        |        |

### Monts
- Maire sortant : Jacques Durand
- 29 sièges à pourvoir au conseil municipal (population légale 2011 : 6 995 habitants)
- 6 sièges à pourvoir au conseil communautaire (CC Touraine Vallée de l'Indre)

|                          | Valérie Guillermic | DVG            | 1 953 | 60,68  | 24 | 5 |  |  |
|                          | Jacques Durand *   | DVG            | 1 265 | 39,31  | 5  | 1 |  |  |
|                          |                    |                |       |        |    |   |  |  |
| Inscrits                 | Inscrits           | Inscrits       | 5 911 | 100,00 |    |   |  |  |
| Abstentions              | Abstentions        | Abstentions    | 2 467 | 41,74  |    |   |  |  |
| Votants                  | Votants            | Votants        | 3 444 | 58,26  |    |   |  |  |
| Blancs et nuls           | Blancs et nuls     | Blancs et nuls | 226   | 6,56   |    |   |  |  |
| Exprimés                 | Exprimés           | Exprimés       | 3 218 | 93,44  |    |   |  |  |
| * Liste du maire sortant |                    |                |       |        |    |   |  |  |

### Nazelles-Négron
- Maire sortant : Edwige Dubois
- 27 sièges à pourvoir au conseil municipal (population légale 2011 : 3 561 habitants)
- 5 sièges à pourvoir au conseil communautaire (CC du Val d'Amboise)

| Tête de liste  | Tête de liste       | Liste          | Premier tour | Premier tour | Second tour | Second tour | Sièges | Sièges |
| Tête de liste  | Tête de liste       | Liste          | Voix         | %            | Voix        | %           | CM     | CC     |
| -------------- | ------------------- | -------------- | ------------ | ------------ | ----------- | ----------- | ------ | ------ |
|                | Richard Chatellier  | SE             | 861          | 46,14        | 956         | 50,60       | 21     | 4      |
|                | Marie-Josée Barbier | DVG            | 583          | 31,24        | 575         | 30,43       | 4      | 1      |
|                | Corine Fougeron     | DVG            | 422          | 22,61        | 358         | 18,95       | 2      |        |
|                |                     |                |              |              |             |             |        |        |
| Inscrits       | Inscrits            | Inscrits       | 3 050        | 100,00       | 3 059       | 100,00      |        |        |
| Abstentions    | Abstentions         | Abstentions    | 1 115        | 36,56        | 1 116       | 36,48       |        |        |
| Votants        | Votants             | Votants        | 1 935        | 63,44        | 1 943       | 63,52       |        |        |
| Blancs et nuls | Blancs et nuls      | Blancs et nuls | 69           | 3,57         | 54          | 2,78        |        |        |
| Exprimés       | Exprimés            | Exprimés       | 1 866        | 96,43        | 1 889       | 97,22       |        |        |

### Notre-Dame-d'Oé
- Maire sortant : Jean-Luc Galliot
- 27 sièges à pourvoir au conseil municipal (population légale 2011 : 3 968 habitants)
- 2 sièges à pourvoir au conseil communautaire (Tours Métropole Val de Loire)

|                | Florence Drabik | DVG            | 1 445 | 100,00 | 27 | 2 |  |  |
|                |                 |                |       |        |    |   |  |  |
| Inscrits       | Inscrits        | Inscrits       | 3 103 | 100,00 |    |   |  |  |
| Abstentions    | Abstentions     | Abstentions    | 1 359 | 43,80  |    |   |  |  |
| Votants        | Votants         | Votants        | 1 744 | 56,20  |    |   |  |  |
| Blancs et nuls | Blancs et nuls  | Blancs et nuls | 299   | 17,14  |    |   |  |  |
| Exprimés       | Exprimés        | Exprimés       | 1 445 | 82,86  |    |   |  |  |

### Parçay-Meslay
- Maire sortant : Jacky Soulisse
- 19 sièges à pourvoir au conseil municipal (population légale 2011 : 2 310 habitants)
- 1 sièges à pourvoir au conseil communautaire (Tours Métropole Val de Loire)

|                          | Bruno Fenet       | DVD            | 706   | 56,48  | 15 | 1 |  |  |
|                          | Jackie Soulisse * | DVD            | 544   | 43,52  | 4  |   |  |  |
|                          |                   |                |       |        |    |   |  |  |
| Inscrits                 | Inscrits          | Inscrits       | 1 944 | 100,00 |    |   |  |  |
| Abstentions              | Abstentions       | Abstentions    | 619   | 31,84  |    |   |  |  |
| Votants                  | Votants           | Votants        | 1 325 | 68,16  |    |   |  |  |
| Blancs et nuls           | Blancs et nuls    | Blancs et nuls | 75    | 5,66   |    |   |  |  |
| Exprimés                 | Exprimés          | Exprimés       | 1 250 | 94,34  |    |   |  |  |
| * Liste du maire sortant |                   |                |       |        |    |   |  |  |

### Rochecorbon
- Maire sortant : Bernard Plat
- 23 sièges à pourvoir au conseil municipal (population légale 2011 : 3 272 habitants)
- 2 sièges à pourvoir au conseil communautaire (Tours Métropole Val de Loire)

|                          | Bernard Plat *             | SE             | 878   | 52,70  | 18 | 2 |  |  |
|                          | Christophe Malbrant        | DVD            | 525   | 31,51  | 3  |   |  |  |
|                          | Marie-Annick Mazeret-magot | SE             | 263   | 15,78  | 2  |   |  |  |
|                          |                            |                |       |        |    |   |  |  |
| Inscrits                 | Inscrits                   | Inscrits       | 2 500 | 100,00 |    |   |  |  |
| Abstentions              | Abstentions                | Abstentions    | 789   | 31,56  |    |   |  |  |
| Votants                  | Votants                    | Votants        | 1 711 | 68,44  |    |   |  |  |
| Blancs et nuls           | Blancs et nuls             | Blancs et nuls | 45    | 2,63   |    |   |  |  |
| Exprimés                 | Exprimés                   | Exprimés       | 1 666 | 97,37  |    |   |  |  |
| * Liste du maire sortant |                            |                |       |        |    |   |  |  |

### Saint-Avertin
- Maire sortant : Jean-Gérard Paumier
- 33 sièges à pourvoir au conseil municipal (population légale 2011 : 14 461 habitants)
- 3 sièges à pourvoir au conseil communautaire (Tours Métropole Val de Loire)

|                          | Jean-Gérard Paumier * | UMP            | 4 137  | 55,38  | 27 | 3 |  |  |
|                          | Philippe Lebot        | DVG            | 1 540  | 20,61  | 3  |   |  |  |
|                          | Thomas Quiene         | DVD            | 1 116  | 14,94  | 2  |   |  |  |
|                          | Nicolas Champs        | SE             | 676    | 9,05   | 1  |   |  |  |
|                          |                       |                |        |        |    |   |  |  |
| Inscrits                 | Inscrits              | Inscrits       | 11 874 | 100,00 |    |   |  |  |
| Abstentions              | Abstentions           | Abstentions    | 4 166  | 35,09  |    |   |  |  |
| Votants                  | Votants               | Votants        | 7 708  | 64,91  |    |   |  |  |
| Blancs et nuls           | Blancs et nuls        | Blancs et nuls | 239    | 3,10   |    |   |  |  |
| Exprimés                 | Exprimés              | Exprimés       | 7 469  | 96,90  |    |   |  |  |
| * Liste du maire sortant |                       |                |        |        |    |   |  |  |

### Saint-Branchs
- Maire sortant : Didier Ageorges
- 19 sièges à pourvoir au conseil municipal (population légale 2011 : 2 492 habitants)
- 3 sièges à pourvoir au conseil communautaire (CC Touraine Vallée de l'Indre)

|                | Daniel Balanger    | SE             | 759   | 66,57  | 16 | 2 |  |  |
|                | Jean-Claude Bredif | SE             | 381   | 33,42  | 3  | 1 |  |  |
|                |                    |                |       |        |    |   |  |  |
| Inscrits       | Inscrits           | Inscrits       | 1 967 | 100,00 |    |   |  |  |
| Abstentions    | Abstentions        | Abstentions    | 731   | 37,16  |    |   |  |  |
| Votants        | Votants            | Votants        | 1 236 | 62,84  |    |   |  |  |
| Blancs et nuls | Blancs et nuls     | Blancs et nuls | 96    | 7,77   |    |   |  |  |
| Exprimés       | Exprimés           | Exprimés       | 1 140 | 92,23  |    |   |  |  |

### Saint-Cyr-sur-Loire
- Maire sortant : Philippe Briand
- 33 sièges à pourvoir au conseil municipal (population légale 2011 : 16 189 habitants)
- 3 sièges à pourvoir au conseil communautaire (Tours Métropole Val de Loire)

|                          | Philippe Briand * | UMP            | 5 307  | 75,34  | 29 | 3 |  |  |
|                          | Alain Fievez      | PS             | 1 737  | 24,65  | 4  |   |  |  |
|                          |                   |                |        |        |    |   |  |  |
| Inscrits                 | Inscrits          | Inscrits       | 12 256 | 100,00 |    |   |  |  |
| Abstentions              | Abstentions       | Abstentions    | 4 812  | 39,26  |    |   |  |  |
| Votants                  | Votants           | Votants        | 7 444  | 60,74  |    |   |  |  |
| Blancs et nuls           | Blancs et nuls    | Blancs et nuls | 400    | 5,37   |    |   |  |  |
| Exprimés                 | Exprimés          | Exprimés       | 7 044  | 94,63  |    |   |  |  |
| * Liste du maire sortant |                   |                |        |        |    |   |  |  |

### Saint-Martin-le-Beau
- Maire sortant : Didier Avenet
- 23 sièges à pourvoir au conseil municipal (population légale 2011 : 2 985 habitants)
- 5 sièges à pourvoir au conseil communautaire (CC Autour de Chenonceaux Bléré-Val de Cher)

|                | Angélique Delahaye | UMP            | 701   | 51,43  | 18 | 4 |  |  |
|                | Alain Schnel       | SE             | 662   | 48,56  | 5  | 1 |  |  |
|                |                    |                |       |        |    |   |  |  |
| Inscrits       | Inscrits           | Inscrits       | 2 208 | 100,00 |    |   |  |  |
| Abstentions    | Abstentions        | Abstentions    | 716   | 32,43  |    |   |  |  |
| Votants        | Votants            | Votants        | 1 492 | 67,57  |    |   |  |  |
| Blancs et nuls | Blancs et nuls     | Blancs et nuls | 129   | 8,65   |    |   |  |  |
| Exprimés       | Exprimés           | Exprimés       | 1 363 | 91,35  |    |   |  |  |

### Saint-Pierre-des-Corps
- Maire sortant : Marie-France Beaufils
- 33 sièges à pourvoir au conseil municipal (population légale 2011 : 15 260 habitants)
- 3 sièges à pourvoir au conseil communautaire (Tours Métropole Val de Loire)

|                          | Marie-France Beaufils * | FG             | 2 686  | 51,70  | 26 | 3 |  |  |
|                          | Mickaël Lécuyer         | UMP            | 1 139  | 21,92  | 4  |   |  |  |
|                          | Bernadette Moulin       | EELV           | 555    | 10,68  | 2  |   |  |  |
|                          | Patrick Bourbon         | EXG            | 424    | 8,16   | 1  |   |  |  |
|                          | Michel Deguet           | EXG            | 223    | 4,29   |    |   |  |  |
|                          | Yvan Moquette           | EXG            | 168    | 3,23   |    |   |  |  |
|                          |                         |                |        |        |    |   |  |  |
| Inscrits                 | Inscrits                | Inscrits       | 10 634 | 100,00 |    |   |  |  |
| Abstentions              | Abstentions             | Abstentions    | 5 175  | 48,66  |    |   |  |  |
| Votants                  | Votants                 | Votants        | 5 459  | 51,34  |    |   |  |  |
| Blancs et nuls           | Blancs et nuls          | Blancs et nuls | 264    | 4,84   |    |   |  |  |
| Exprimés                 | Exprimés                | Exprimés       | 5 195  | 95,16  |    |   |  |  |
| * Liste du maire sortant |                         |                |        |        |    |   |  |  |

### Sainte-Maure-de-Touraine
- Maire sortant : Christian Barillet
- 27 sièges à pourvoir au conseil municipal (population légale 2011 : 4 153 habitants)
- 4 sièges à pourvoir au conseil communautaire (CC Touraine Val de Vienne)

|                          | Michel Champigny     | DVD            | 1 162 | 54,40  | 21 | 3 |  |  |
|                          | Christian Barillet * | SE             | 974   | 45,59  | 6  | 1 |  |  |
|                          |                      |                |       |        |    |   |  |  |
| Inscrits                 | Inscrits             | Inscrits       | 3 103 | 100,00 |    |   |  |  |
| Abstentions              | Abstentions          | Abstentions    | 859   | 27,68  |    |   |  |  |
| Votants                  | Votants              | Votants        | 2 244 | 72,32  |    |   |  |  |
| Blancs et nuls           | Blancs et nuls       | Blancs et nuls | 108   | 4,81   |    |   |  |  |
| Exprimés                 | Exprimés             | Exprimés       | 2 136 | 95,19  |    |   |  |  |
| * Liste du maire sortant |                      |                |       |        |    |   |  |  |

### Savonnières
- Maire sortant : Bernard Lorido
- 23 sièges à pourvoir au conseil municipal (population légale 2011 : 3 124 habitants)
- 2 sièges à pourvoir au conseil communautaire (Tours Métropole Val de Loire)

|                          | Bernard Lorido * | DVD            | 1 117 | 100,00 | 23 | 2 |  |  |
|                          |                  |                |       |        |    |   |  |  |
| Inscrits                 | Inscrits         | Inscrits       | 2 210 | 100,00 |    |   |  |  |
| Abstentions              | Abstentions      | Abstentions    | 925   | 41,86  |    |   |  |  |
| Votants                  | Votants          | Votants        | 1 285 | 58,14  |    |   |  |  |
| Blancs et nuls           | Blancs et nuls   | Blancs et nuls | 168   | 13,07  |    |   |  |  |
| Exprimés                 | Exprimés         | Exprimés       | 1 117 | 86,93  |    |   |  |  |
| * Liste du maire sortant |                  |                |       |        |    |   |  |  |

### Semblançay
- Maire sortant : Antoine Trystram
- 19 sièges à pourvoir au conseil municipal (population légale 2011 : 2 095 habitants)
- 4 sièges à pourvoir au conseil communautaire (CC de Gâtine-Racan)

|                          | Antoine Trystram * | SE             | 558   | 54,86  | 15 | 3 |  |  |
|                          | Charles Lattouf    | SE             | 459   | 45,13  | 4  | 1 |  |  |
|                          |                    |                |       |        |    |   |  |  |
| Inscrits                 | Inscrits           | Inscrits       | 1 526 | 100,00 |    |   |  |  |
| Abstentions              | Abstentions        | Abstentions    | 458   | 30,01  |    |   |  |  |
| Votants                  | Votants            | Votants        | 1 068 | 69,99  |    |   |  |  |
| Blancs et nuls           | Blancs et nuls     | Blancs et nuls | 51    | 4,78   |    |   |  |  |
| Exprimés                 | Exprimés           | Exprimés       | 1 017 | 95,22  |    |   |  |  |
| * Liste du maire sortant |                    |                |       |        |    |   |  |  |

### Sorigny
- Maire sortant : Alain Esnault
- 19 sièges à pourvoir au conseil municipal (population légale 2011 : 2 279 habitants)
- 3 sièges à pourvoir au conseil communautaire (CC Touraine Vallée de l'Indre)

|                          | Alain Esnault * | DVD            | 828   | 68,48  | 16 | 3 |  |  |
|                          | Pierre Palat    | DVG            | 381   | 31,51  | 3  |   |  |  |
|                          |                 |                |       |        |    |   |  |  |
| Inscrits                 | Inscrits        | Inscrits       | 1 651 | 100,00 |    |   |  |  |
| Abstentions              | Abstentions     | Abstentions    | 399   | 24,17  |    |   |  |  |
| Votants                  | Votants         | Votants        | 1 252 | 75,83  |    |   |  |  |
| Blancs et nuls           | Blancs et nuls  | Blancs et nuls | 43    | 3,43   |    |   |  |  |
| Exprimés                 | Exprimés        | Exprimés       | 1 209 | 96,57  |    |   |  |  |
| * Liste du maire sortant |                 |                |       |        |    |   |  |  |

### Tours
- Maire sortant : Jean Germain (PS)
- 55 sièges à pourvoir au conseil municipal (population légale 2011 : 134 633 habitants)
- 11 sièges à pourvoir au conseil communautaire (Tours Métropole Val de Loire)

| Tête de liste            | Tête de liste   | Liste           | Premier tour | Premier tour | Second tour | Second tour | Sièges | Sièges |
| Tête de liste            | Tête de liste   | Liste           | Voix         | %            | Voix        | %           | CM     | CC     |
| ------------------------ | --------------- | --------------- | ------------ | ------------ | ----------- | ----------- | ------ | ------ |
|                          | Serge Babary    | UMP-UDI         | 14 472       | 36,42        | 20 770      | 49,75       | 42     | 9      |
|                          | Jean Germain *  | PS-PCF-MoDem    | 11 056       | 27,82        | 17 398      | 41,67       | 11     | 2      |
|                          | Gilles Godefroy | FN              | 5 137        | 12,93        | 3 576       | 8,56        | 2      |        |
|                          | Emmanuel Denis  | EELV            | 4 490        | 11,30        |             |             |        |        |
|                          | Claude Bourdin  | PG-Ensemble-NPA | 3 320        | 8,35         |             |             |        |        |
|                          | Anne Brunet     | LO              | 666          | 1,67         |             |             |        |        |
|                          | Claire Delore   | POI             | 588          | 1,48         |             |             |        |        |
|                          |                 |                 |              |              |             |             |        |        |
| Inscrits                 | Inscrits        | Inscrits        | 78 450       | 100,00       | 78 452      | 100,00      |        |        |
| Abstentions              | Abstentions     | Abstentions     | 37 354       | 47,62        | 34 568      | 44,06       |        |        |
| Votants                  | Votants         | Votants         | 41 096       | 52,38        | 43 884      | 55,94       |        |        |
| Blancs et nuls           | Blancs et nuls  | Blancs et nuls  | 1 367        | 3,33         | 2 140       | 4,88        |        |        |
| Exprimés                 | Exprimés        | Exprimés        | 39 729       | 96,67        | 41 744      | 95,12       |        |        |
| * Liste du maire sortant |                 |                 |              |              |             |             |        |        |

### Truyes
- Maire sortant : Jean-Claude Landré
- 19 sièges à pourvoir au conseil municipal (population légale 2011 : 2 109 habitants)
- 3 sièges à pourvoir au conseil communautaire (CC Touraine Vallée de l'Indre)

|                | Stéphane De Colbert  | SE             | 595   | 54,23  | 15 | 2 |  |  |
|                | Marie-Dominique Faye | DVG            | 502   | 45,76  | 4  | 1 |  |  |
|                |                      |                |       |        |    |   |  |  |
| Inscrits       | Inscrits             | Inscrits       | 1 599 | 100,00 |    |   |  |  |
| Abstentions    | Abstentions          | Abstentions    | 446   | 27,89  |    |   |  |  |
| Votants        | Votants              | Votants        | 1 153 | 72,11  |    |   |  |  |
| Blancs et nuls | Blancs et nuls       | Blancs et nuls | 56    | 4,86   |    |   |  |  |
| Exprimés       | Exprimés             | Exprimés       | 1 097 | 95,14  |    |   |  |  |

### Veigné
- Maire sortant : Patrick Michaud
- 29 sièges à pourvoir au conseil municipal (population légale 2011 : 6 079 habitants)
- 5 sièges à pourvoir au conseil communautaire (CC Touraine Vallée de l'Indre)

|                          | Patrick Michaud * | DVD            | 2 138 | 70,14  | 25 | 5 |  |  |
|                          | Didier Laumond    | DVG            | 910   | 29,85  | 4  |   |  |  |
|                          |                   |                |       |        |    |   |  |  |
| Inscrits                 | Inscrits          | Inscrits       | 4 618 | 100,00 |    |   |  |  |
| Abstentions              | Abstentions       | Abstentions    | 1 481 | 32,07  |    |   |  |  |
| Votants                  | Votants           | Votants        | 3 137 | 67,93  |    |   |  |  |
| Blancs et nuls           | Blancs et nuls    | Blancs et nuls | 89    | 2,84   |    |   |  |  |
| Exprimés                 | Exprimés          | Exprimés       | 3 048 | 97,16  |    |   |  |  |
| * Liste du maire sortant |                   |                |       |        |    |   |  |  |

### Véretz
- Maire sortant : Philippe Fraysse
- 27 sièges à pourvoir au conseil municipal (population légale 2011 : 4 218 habitants)
- 6 sièges à pourvoir au conseil communautaire (CC Touraine-Est Vallées)

|                          | Danielle Guillaume | DVG            | 1 038 | 51,69  | 21 | 5 |  |  |
|                          | Philippe Fraysse * | DVD            | 970   | 48,30  | 6  | 1 |  |  |
|                          |                    |                |       |        |    |   |  |  |
| Inscrits                 | Inscrits           | Inscrits       | 3 050 | 100,00 |    |   |  |  |
| Abstentions              | Abstentions        | Abstentions    | 956   | 31,34  |    |   |  |  |
| Votants                  | Votants            | Votants        | 2 094 | 68,66  |    |   |  |  |
| Blancs et nuls           | Blancs et nuls     | Blancs et nuls | 86    | 4,11   |    |   |  |  |
| Exprimés                 | Exprimés           | Exprimés       | 2 008 | 95,89  |    |   |  |  |
| * Liste du maire sortant |                    |                |       |        |    |   |  |  |

### Vernou-sur-Brenne
- Maire sortant : Jean Hurel
- 23 sièges à pourvoir au conseil municipal (population légale 2011 : 2 641 habitants)
- 6 sièges à pourvoir au conseil communautaire (CC Touraine-Est Vallées)

|                          | Jean Hurel *   | DVD            | 949   | 100,00 | 23 | 6 |  |  |
|                          |                |                |       |        |    |   |  |  |
| Inscrits                 | Inscrits       | Inscrits       | 1 928 | 100,00 |    |   |  |  |
| Abstentions              | Abstentions    | Abstentions    | 745   | 38,64  |    |   |  |  |
| Votants                  | Votants        | Votants        | 1 183 | 61,36  |    |   |  |  |
| Blancs et nuls           | Blancs et nuls | Blancs et nuls | 234   | 19,78  |    |   |  |  |
| Exprimés                 | Exprimés       | Exprimés       | 949   | 80,22  |    |   |  |  |
| * Liste du maire sortant |                |                |       |        |    |   |  |  |

### Vouvray
- Maire sortant : Pierre Darragon
- 23 sièges à pourvoir au conseil municipal (population légale 2011 : 3 062 habitants)
- 6 sièges à pourvoir au conseil communautaire (CC Touraine-Est Vallées)

| Tête de liste  | Tête de liste      | Liste          | Premier tour | Premier tour | Second tour | Second tour | Sièges | Sièges |
| Tête de liste  | Tête de liste      | Liste          | Voix         | %            | Voix        | %           | CM     | CC     |
| -------------- | ------------------ | -------------- | ------------ | ------------ | ----------- | ----------- | ------ | ------ |
|                | Brigitte Pineau    | SE             | 769          | 49,80        | 977         | 57,98       | 18     | 5      |
|                | Patrick Aulagnier  | DVD            | 626          | 40,54        | 708         | 42,01       | 5      | 1      |
|                | Jean-Claude Moalic | DVD            | 149          | 9,65         |             |             |        |        |
|                |                    |                |              |              |             |             |        |        |
| Inscrits       | Inscrits           | Inscrits       | 2 467        | 100,00       | 2 467       | 100,00      |        |        |
| Abstentions    | Abstentions        | Abstentions    | 840          | 34,05        | 716         | 29,02       |        |        |
| Votants        | Votants            | Votants        | 1 627        | 65,95        | 1 751       | 70,98       |        |        |
| Blancs et nuls | Blancs et nuls     | Blancs et nuls | 83           | 5,10         | 66          | 3,77        |        |        |
| Exprimés       | Exprimés           | Exprimés       | 1 544        | 94,90        | 1 685       | 96,23       |        |        |